# 1001
Il 1001 (MI in numeri romani) è un anno  dell'XI secolo.

## Eventi
- 1º gennaio - Stefano I è incoronato da papa Silvestro II con la corona d'Ungheria, in seguito conosciuta come "corona di Santo Stefano"
- Fondazione dell'arcivescovado ungherese Strigonio (Esztergom): nascita della Chiesa autonoma d'Ungheria.
- Boleslao I di Polonia annette la Slovacchia.
- Viene fondata Villanova d'Asti.
- La popolazione di Roma si rivolta contro Ottone III di Sassonia e papa Silvestro II, costringendoli a fuggire a Ravenna.
- Apparizione mariana, nei pressi di Foggia, a un conte di Ariano e a un pastore.
- Viene canonizzato sant'Edoardo martire, re d'Inghilterra (975-978).
- In un documento redatto dall'imperatore Ottone III, a Ravenna, il 22 aprile, compare per la prima volta il nome di Gorizia (Goriza).
- Secondo quanto riportano gli annali della dinastia Song, giunge in Cina un'ambasciata del Regno di Tambralinga, una delle poche testimonianze sulla storia di questo Stato del Sud-est asiatico.

## Nati
- Abd al-Rahman V ibn Hisham, califfo († 1024)
- Ibn Butlan, medico arabo († 1052)
- Ingegerd Olofsdotter, nobile e religiosa svedese († 1050)
- Al-Qa'im, califfo († 1075)

## Morti
- 13 gennaio - Fujiwara no Teishi, imperatrice giapponese (n. 977)
- 21 maggio - Teobaldo di Vienne, vescovo e santo francese
- 26 agosto - Antipapa Giovanni XVI, vescovo e cardinale italiano
- 21 dicembre - Ugo II di Toscana, sovrano
- Alfano, arcivescovo italiano
- Dietmaro I di Corvey, abate tedesco
- Gerberga II di Gandersheim, badessa tedesca
- Jayavarman V, sovrano cambogiano (n. 958)
- Zànníng, monaco buddista cinese (n. 920)
- Ademaro di Spoleto, nobile italiano

## Calendario
| Calendario 1001 | Calendario 1001 | Calendario 1001 | Calendario 1001 | Calendario 1001 | Calendario 1001 | Calendario 1001 | Calendario 1001 | Calendario 1001 | Calendario 1001 | Calendario 1001 | Calendario 1001 | Calendario 1001 | Calendario 1001 | Calendario 1001 | Calendario 1001 | Calendario 1001 | Calendario 1001 | Calendario 1001 | Calendario 1001 | Calendario 1001 | Calendario 1001 | Calendario 1001 | Calendario 1001 | Calendario 1001 | Calendario 1001 | Calendario 1001 | Calendario 1001 | Calendario 1001 | Calendario 1001 | Calendario 1001 | Calendario 1001 | Calendario 1001 |
| --------------- | --------------- | --------------- | --------------- | --------------- | --------------- | --------------- | --------------- | --------------- | --------------- | --------------- | --------------- | --------------- | --------------- | --------------- | --------------- | --------------- | --------------- | --------------- | --------------- | --------------- | --------------- | --------------- | --------------- | --------------- | --------------- | --------------- | --------------- | --------------- | --------------- | --------------- | --------------- | --------------- |
|                 | 1               | 2               | 3               | 4               | 5               | 6               | 7               | 8               | 9               | 10              | 11              | 12              | 13              | 14              | 15              | 16              | 17              | 18              | 19              | 20              | 21              | 22              | 23              | 24              | 25              | 26              | 27              | 28              | 29              | 30              | 31              |                 |
| Gennaio         | Me              | Gi              | Ve              | Sa              | Do              | Lu              | Ma              | Me              | Gi              | Ve              | Sa              | Do              | Lu              | Ma              | Me              | Gi              | Ve              | Sa              | Do              | Lu              | Ma              | Me              | Gi              | Ve              | Sa              | Do              | Lu              | Ma              | Me              | Gi              | Ve              |                 |
| Febbraio        | Sa              | Do              | Lu              | Ma              | Me              | Gi              | Ve              | Sa              | Do              | Lu              | Ma              | Me              | Gi              | Ve              | Sa              | Do              | Lu              | Ma              | Me              | Gi              | Ve              | Sa              | Do              | Lu              | Ma              | Me              | Gi              | Ve              |                 |                 |                 |                 |
| Marzo           | Sa              | Do              | Lu              | Ma              | Me              | Gi              | Ve              | Sa              | Do              | Lu              | Ma              | Me              | Gi              | Ve              | Sa              | Do              | Lu              | Ma              | Me              | Gi              | Ve              | Sa              | Do              | Lu              | Ma              | Me              | Gi              | Ve              | Sa              | Do              | Lu              |                 |
| Aprile          | Ma              | Me              | Gi              | Ve              | Sa              | Do              | Lu              | Ma              | Me              | Gi              | Ve              | Sa              | Do              | Lu              | Ma              | Me              | Gi              | Ve              | Sa              | Do              | Lu              | Ma              | Me              | Gi              | Ve              | Sa              | Do              | Lu              | Ma              | Me              |                 |                 |
| Maggio          | Gi              | Ve              | Sa              | Do              | Lu              | Ma              | Me              | Gi              | Ve              | Sa              | Do              | Lu              | Ma              | Me              | Gi              | Ve              | Sa              | Do              | Lu              | Ma              | Me              | Gi              | Ve              | Sa              | Do              | Lu              | Ma              | Me              | Gi              | Ve              | Sa              |                 |
| Giugno          | Do              | Lu              | Ma              | Me              | Gi              | Ve              | Sa              | Do              | Lu              | Ma              | Me              | Gi              | Ve              | Sa              | Do              | Lu              | Ma              | Me              | Gi              | Ve              | Sa              | Do              | Lu              | Ma              | Me              | Gi              | Ve              | Sa              | Do              | Lu              |                 |                 |
| Luglio          | Ma              | Me              | Gi              | Ve              | Sa              | Do              | Lu              | Ma              | Me              | Gi              | Ve              | Sa              | Do              | Lu              | Ma              | Me              | Gi              | Ve              | Sa              | Do              | Lu              | Ma              | Me              | Gi              | Ve              | Sa              | Do              | Lu              | Ma              | Me              | Gi              |                 |
| Agosto          | Ve              | Sa              | Do              | Lu              | Ma              | Me              | Gi              | Ve              | Sa              | Do              | Lu              | Ma              | Me              | Gi              | Ve              | Sa              | Do              | Lu              | Ma              | Me              | Gi              | Ve              | Sa              | Do              | Lu              | Ma              | Me              | Gi              | Ve              | Sa              | Do              |                 |
| Settembre       | Lu              | Ma              | Me              | Gi              | Ve              | Sa              | Do              | Lu              | Ma              | Me              | Gi              | Ve              | Sa              | Do              | Lu              | Ma              | Me              | Gi              | Ve              | Sa              | Do              | Lu              | Ma              | Me              | Gi              | Ve              | Sa              | Do              | Lu              | Ma              |                 |                 |
| Ottobre         | Me              | Gi              | Ve              | Sa              | Do              | Lu              | Ma              | Me              | Gi              | Ve              | Sa              | Do              | Lu              | Ma              | Me              | Gi              | Ve              | Sa              | Do              | Lu              | Ma              | Me              | Gi              | Ve              | Sa              | Do              | Lu              | Ma              | Me              | Gi              | Ve              |                 |
| Novembre        | Sa              | Do              | Lu              | Ma              | Me              | Gi              | Ve              | Sa              | Do              | Lu              | Ma              | Me              | Gi              | Ve              | Sa              | Do              | Lu              | Ma              | Me              | Gi              | Ve              | Sa              | Do              | Lu              | Ma              | Me              | Gi              | Ve              | Sa              | Do              |                 |                 |
| Dicembre        | Lu              | Ma              | Me              | Gi              | Ve              | Sa              | Do              | Lu              | Ma              | Me              | Gi              | Ve              | Sa              | Do              | Lu              | Ma              | Me              | Gi              | Ve              | Sa              | Do              | Lu              | Ma              | Me              | Gi              | Ve              | Sa              | Do              | Lu              | Ma              | Me              |                 |